# 斯特維加河

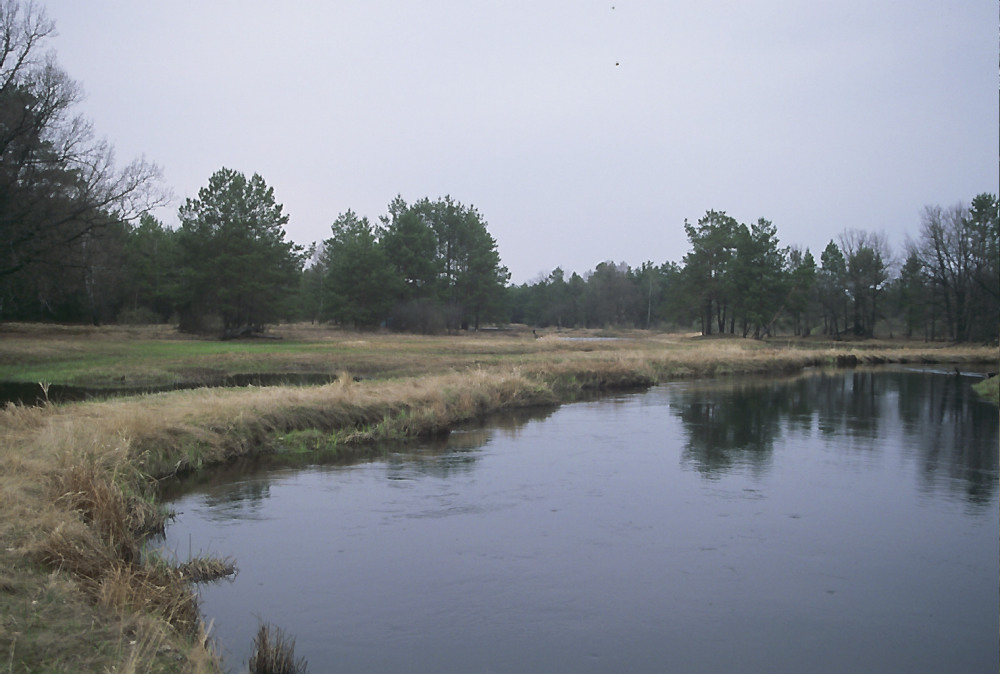
斯特維加河

斯特維加河（白俄羅斯語：Сцвіга，烏克蘭語：Ствига）是白俄羅斯和烏克蘭的河流，由布列斯特州、戈梅利州和羅夫諾州負責管轄，屬於普里皮亞季河的右支流，河道全長178公里，流域面積5,300平方公里。